# Ctenichneumonops caerulamoenus
Ctenichneumonops caerulamoenus là một loài tò vò trong họ Ichneumonidae.